# Kardinalspætte
Kardinalspætte (latin: Dendropicos fuscescens) er en fugleart, der lever i subsaharisk Afrika.